# Georges Machet
Pour les articles homonymes, voir Machet.
Georges Emile Machet est un homme politique français né le 21 avril 1867 à Bozel (Savoie) et décédé le 18 février 1931 à Paris.
Huissier à Bozel, il est aussi propriétaire foncier. En 1907, il est conseiller d'arrondissement, et en 1908, il est élu maire de Bozel et conseiller général, mandats qu'il conserve jusqu'à son décès. Il est sénateur de la Savoie de 1920 à 1931, inscrit au groupe de la Gauche démocratique. Il est secrétaire du Sénat de 1925 à 1927, et questeur en 1931, pour quelques semaines.

## Sources
- « Georges Machet », dans le Dictionnaire des parlementaires français (1889-1940), sous la direction de Jean Jolly, PUF, 1960 [détail de l’édition]